# Аплодисменты, аплодисменты…
«Аплодисменты, аплодисменты…» — художественный музыкальный фильм 1984 года. Оригинальный бенефис с автобиографическими элементами актрисы и певицы Людмилы Гурченко.

## Сюжет
Валерия Гончарова — эстрадная артистка, в руки которой попадает серьёзный сценарий: драматическая история фронтовой любви. Она считает, что это её роль, но съёмочная группа будущего фильма совершенно иного мнения. Из-за постоянного преследования Валерией режиссёр фильма всё-таки соглашается взять её на пробы и в итоге всё больше и больше убеждается в том, что она и есть главная героиня его фильма. Валерия же в свою очередь всё больше и больше убеждается в том, что драматическая роль не для неё.

## В ролях
- Людмила Гурченко — Валерия Васильевна Гончарова
- Олег Табаков — Сергей Георгиевич Шевцов, режиссёр
- Ольга Волкова — Полина, ассистентка режиссёра
- Александр Филиппенко — Вадим Петрович Гончаров, муж Валерии
- Карина Моритц — Алёна, дочь Валерии
- Александр Ширвиндт — Игорь Макаров, бывший муж Валерии
- Татьяна Паркина — Ниночка, жена Макарова
- Андрей Ананов — оператор
- Татьяна Захарова
- Гелена Ивлиева
- Лев Лемке — Лёва
- Лилита Озолиня — гостья на вечеринке (не указана в титрах)
- Альгирдас Паулавичюс — пианист на артистическом юбилее
- Владимир Павло́вич — танцор
- Анна Твеленёва — Люба
- Любовь Тищенко — актриса

## Съёмочная группа
- Автор сценария: Виктор Мережко
- Режиссёр-постановщик: Виктор Бутурлин
- Оператор-постановщик: Владимир Васильев
- Художник-постановщик: Алексей Рудяков
- Композитор: Александр Морозов
- Текст песен: Расул Гамзатов, Николай Денисов, Юрий Ряшенцев
- Дирижёр, аранжировщик: Альгирдас Паулавичюс
- Балетмейстер: Владимир Павло́вич

## Фестивали и награды
- 1985 — 18 Всесоюзный кинофестиваль (Минск) в программе художественных фильмов: приз и диплом за лучший режиссёрский дебют — В. Бутурлину за фильм «Аплодисменты, аплодисменты…»[1].